# Louis Nicolas Davout
Louis Nicolas Davout (Annoux, 10 de mayo de 1770-París, 1 de junio de 1823), militar francés, duque de Auerstädt y príncipe de Eckmühl, fue uno de los más eficientes lugartenientes de Napoleón, popularmente conocido por su severidad y rudeza.

## Biografía
Estudió en la Real Escuela Militar de Auxerre, y luego en la Real Escuela Militar de París. Al término de sus estudios Davout entró como subteniente en el regimiento de la Real-campaña de caballería en el 1788, con tan solo 18 años.
Algunos años después ascendió a jefe del batallón del 3.ª regimiento de voluntarios de Yonne; entre el 1793 y el 1795 alcanzó la calidad de general de brigada en los conflictos de Mosela y del Rin, donde destacó por su valentía y su audacia.
Sus talentos y su intrepidez lograron que el general Jean Victor Marie Moreau le confiara órdenes importantes, especialmente en el paso del Rhin, el 20 de abril de 1797.
Participó en la campaña de Napoleón en Egipto acompañado por Desaíx, donde contribuyó enérgicamente en la victoria de Aboukir. De vuelta a Francia fue nombrado general de división. Napoleón en el 1802 le confió la orden principal de los granaderos de guardia consular; y le nombró mariscal del imperio en 1804.
En 1805 recibió el mando del tercer cuerpo del Grande Armée, con el que consiguió grandes victorias en las batallas de Ulm y Austerlitz.

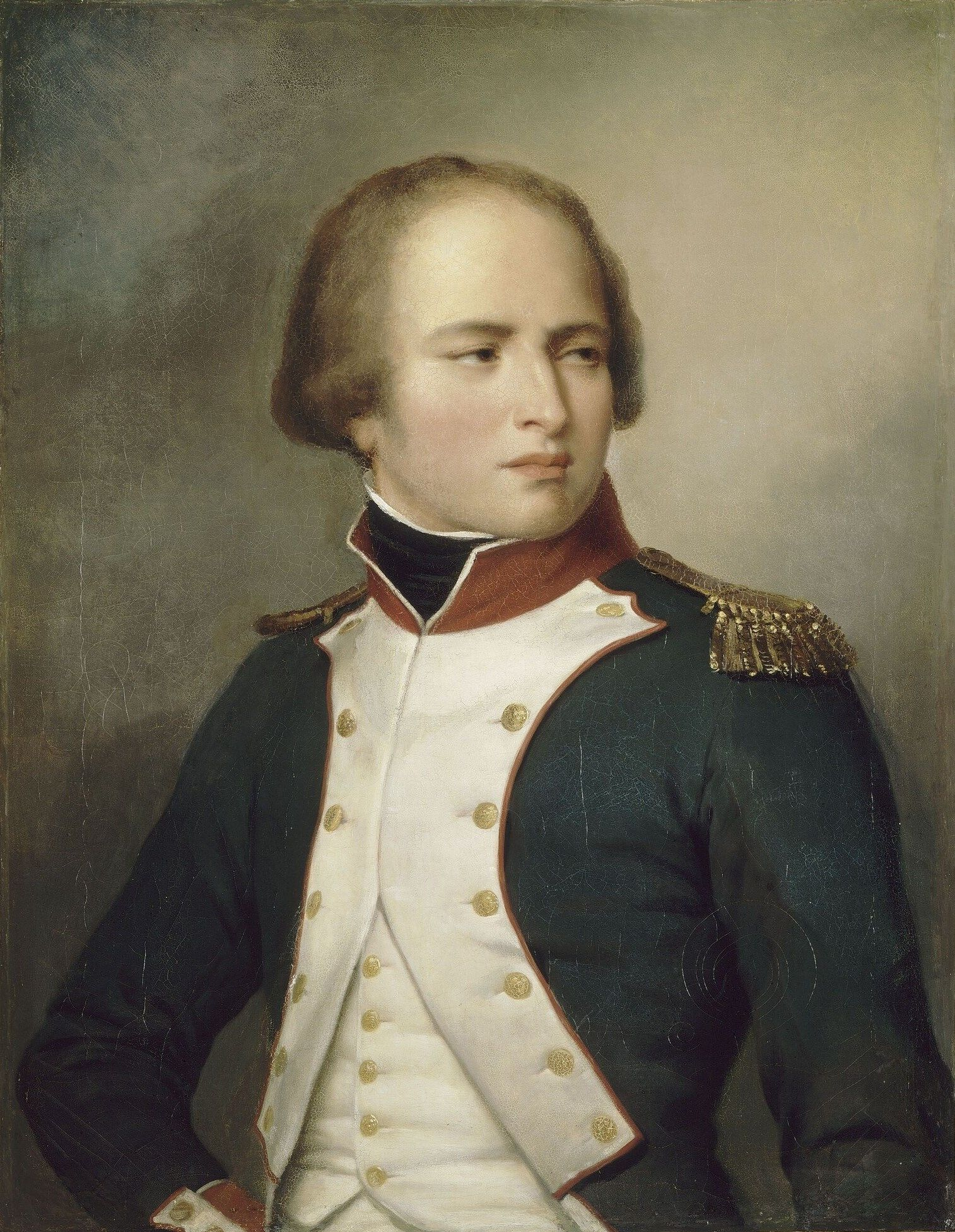
Louis Nicolas Davout en 1793. Obra de Alexis Nicolas Perignon

Un año después obtuvo su victoria más brillante en la batalla de Auerstädt, donde con sólo las fuerzas de su III CE derrotó, en inferioridad numérica, al grueso del ejército prusiano, el cual estaba comandado por el duque de Brunswick (quien murió en batalla), y el rey de Prusia Federico Guillermo III en persona. Esta victoria fue premiada por el emperador concediendo al III CE el privilegio de ser el primero en entrar en Berlín.
Durante el 1809, Louis Nicolas Davout estuvo presente en las batallas de Eckmühl y Wagram. Fue en la primera en la que fue nombrado durante la batalla príncipe de Eckmühl.
Ese mismo año Napoleón le confió la tarea de organizar el cuerpo de observación del Elba que, poco después, pasó a ser el Gran Ejército. En 1812, durante la invasión napoleónica de Rusia, obtuvo una importante victoria sobre los rusos en Maguilov, aunque no llegó a derrotar completamente al ejército de Bagratión a causa de la lentitud de Jerónimo Bonaparte, encargado del ala derecha durante la batalla de Saltanovka.
En 1813 fue encargado del ala izquierda del ejército francés en Hamburgo, Alemania, y era por entonces uno de los pocos generales, que nunca había sido derrotado en batalla.
Se retiró durante la Primera Restauración en Francia, en sus tierras de Savigny-Sur-Orge.
Durante los Cien Días aceptó el Ministerio de Guerra y después de la batalla de Waterloo recibió el mando del ejército francés de París, pero a pesar de contar con un número de batallones superior al del aliado, se vio obligado a firmar el armisticio con las potencias aliadas invasoras el 3 de julio de 1815.
En 1822 fue nombrado alcalde de la localidad de Savigny-Sur-Orge.
Davout murió el 1 de junio de 1823, por un problema respiratorio. Fue enterrado en París en el cementerio del Père-Lachaise, en una sepultura preparada por sus familiares.

## Batallas

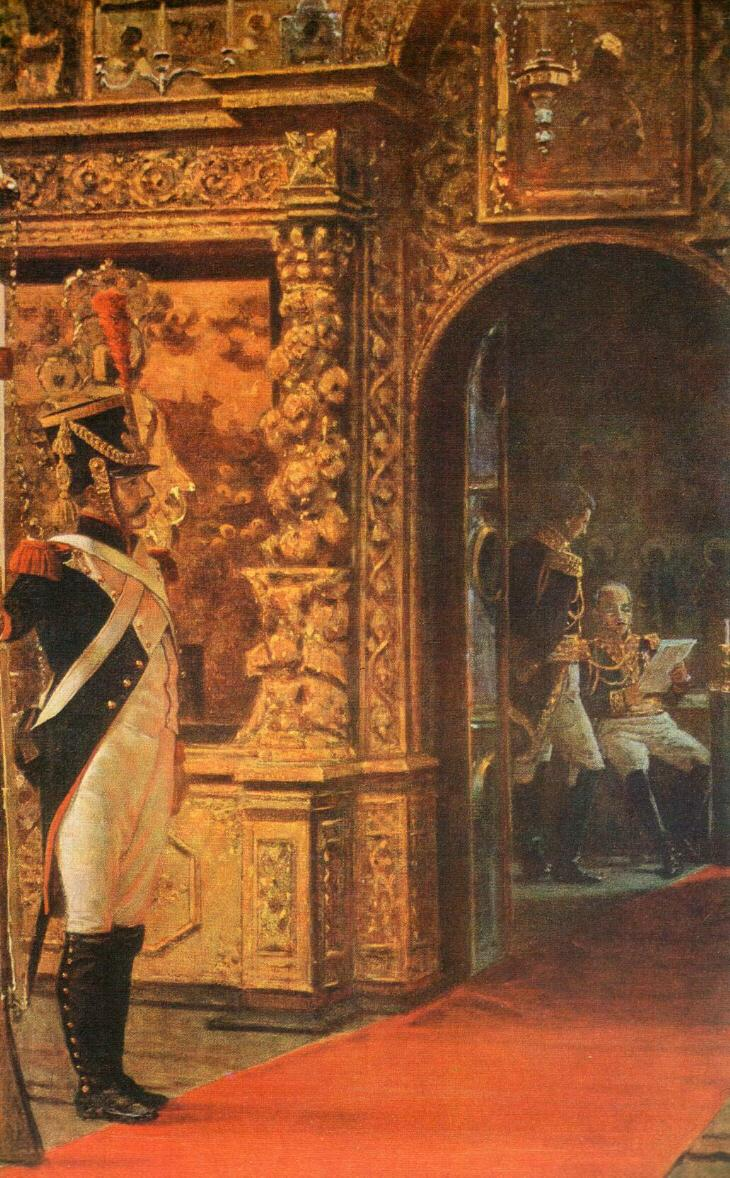
Mariscal Davout en el Monasterio Chúdov del Kremlin de Moscú, por Vasili Vereshchaguin.

Davout participaría en las siguientes batallas:
- Batalla de Aboukir. Un ejército turco de unos dieciocho mil hombres al mando de Mustafá Bajá, desembarcó en Abukir (Egipto), en marzo de 1799. Cuando Napoleón, que estaba sitiando Acre, fue informado de ello, levantó el cerco retirándose de Siria. Mientras estaba de camino al sur, los otomanos derrotaron a las pequeñas guarniciones francesas del litoral egipcio. El 14 de junio, el contingente francés de Napoleón alcanzó El Cairo con tan solo unos siete mil soldados; el general reunió unidades de otras guarniciones y marchó hacia el norte. Encontró diez días después a los otomanos congregados en Abukir, junto a su flota, desplegados en tres líneas de batalla y dos fortines. Los franceses atacaron. Los inexpertos y atrasados turcos se defendieron valerosamente contra los más de diez mil soldados veteranos de las guerras revolucionarias. A mediodía, una carga de caballería del general Joachim Murat puso en fuga a los otomanos, tomó uno de los fortines y capturó a Mustafá; con él se rindieron seis mil hombres. Los franceses sufrieron unas 386 bajas. Los otomanos perdieron otros dos mil hombres muertos en combate, y más de cuatro mil ahogados. Otros dos mil quinientos turcos se encerraron en el castillo de Abukir, pero no disponían de agua potable. Durante la semana siguiente, un millar de ellos murieron; el 2 de agosto, los demás supervivientes izaron la bandera blanca.
- Batalla de Ulm. Fue una batalla de las guerras napoleónicas que tuvo lugar en Ulm, Württemberg. En 1805, Inglaterra, Austria, Suecia y Rusia formaron la Tercera Coalición para derrocar al Imperio francés. Cuando Baviera se alió con Napoleón, los austriacos, con 72 000 soldados bajo el mando del general Karl Mack von Leiberich, iniciaron una invasión prematuramente mientras los rusos aún se encontraban marchando a través de Polonia. esto llevó al conflicto a Austria antes de que los ruso pudieran llegar al frente. Napoleón, con 177 000 soldados de la Grande Armée en Boulogne, estaba listo para invadir Inglaterra. Al fracasar esta invasión, marcharon hacia el sur el 27 de agosto, y el 25 de septiembre estaban en posición de enfrentarse a las fuerzas del general Mack, alrededor de Ulm, desde Estrasburgo a Weissenburg. El 7 de octubre, Mack tuvo noticias de que Napoleón pensaba marchar rodeando su flanco derecho para cortar sus líneas de las rusas, que se acercaban vía Viena, por consiguiente, cambió el frente, situando su ala izquierda en Ulm y su ala derecha en Rain, pero los franceses cruzaron el Danubio en Neuburg. Tratando de evadir el cerco, Mack intentó cruzar el Danubio en Günzburg, pero tropezó con el sexto cuerpo del ejército francés el 14 de octubre en la batalla de Elchingen, perdiendo 2000 hombres y viéndose forzado a regresar a Ulm. El 16 de octubre, Napoleón había rodeado el ejército austriaco en Ulm, y tres días después Mack se rindió con 30 000 hombres. Unos 20 000 escaparon, 10 000 fueron muertos o heridos, y el resto fue hecho prisionero. Unos 6000 franceses fueron muertos o heridos. Mack fue juzgado en consejo de guerra y condenado a 20 años de prisión.
- Batalla de Austerlitz. Tuvo lugar el 2 de diciembre de 1805, a 5 kilómetros del pueblo de Brno, en la actual República Checa. Fue una de las principales batallas de las guerras napoleónicas, y es considerada por muchos como el mayor triunfo militar de Napoleón. La batalla se luchó durante el período de la guerra de la Tercera Coalición. En el conflicto participaron fuerzas del recientemente formado Primer Imperio francés, contra los ejércitos del Imperio ruso y el Imperio austríaco. Luego de cerca de nueve horas de combate, las tropas francesas, al mando del Emperador Napoleón Bonaparte lograron obtener una victoria decisiva sobre el ejército austrorruso, comandado por el zar Alejandro I de Rusia. A pesar de las dificultades de la lucha en varios sectores, la batalla es a menudo considerada como una obra maestra táctica. La batalla de Austerlitz terminó de manera efectiva con la Tercera Coalición. El 26 de diciembre de 1805, Austria y Francia firmaron el Tratado de Pressburg, que terminaba con la guerra y reforzaba los anteriores tratados de Campo Formio y de Lunéville, obligaba a Austria a ceder territorios a los aliados alemanes de Napoleón, e imponía una indemnización de 40 millones de francos a los derrotados Habsburgos. A las tropas rusas se les permitió regresar a su país. La victoria de Austerlitz también permitió la creación de la Confederación del Rin, una colección de estados alemanes que separaba a Francia del resto de Europa, como una barrera. En 1806, el Sacro Imperio Romano dejó de existir cuando el Sacro Emperador Romano, Francisco II mantuvo el nombre de Francisco I de Austria como su único título oficial. Estos logros, sin embargo, no establecieron una paz duradera en el continente. Después de Austerlitz, la preocupación de Prusia ante la creciente influencia francesa en Europa Central desencadenó la guerra de la Cuarta Coalición en 1806.

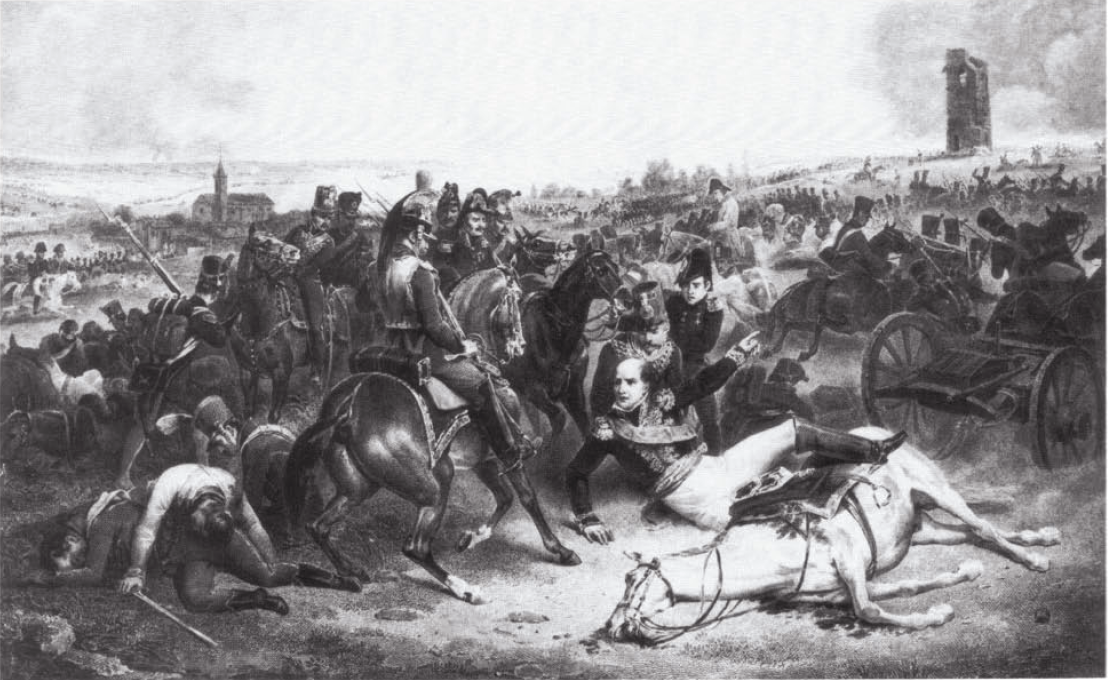
Louis Nicolas Davout en la batalla de Wagram

- Batalla de Auerstädt. Opuso al ejército prusiano contra parte del ejército francés conducido por Louis Nicolas Davout el 14 de octubre de 1806, paralelamente a la batalla de Jena, que tuvo lugar en la misma fecha. El 14 de octubre de 1806, el ejército prusiano, una referencia en Europa durante medio siglo, fue derrotado en dos batallas simultáneas. El Mariscal Davout, al mando del ala derecha del ejército francés, se enfrentó a los prusianos en Auerstaedt, mientras el Emperador Napoleón lo hacía en Jena. El Emperador condujo la campaña con el objetivo de tomar Berlín. Tras un encuentro en Saalfeld, siguió persiguiendo al ejército prusiano. Pensando que éste se encontraba en Weimar, retirándose hacia Leipzig, aceleró la marcha para enfrentarlo en Jena. Sus exploradores le indicaron que alcanzarían a los prusianos durante el día 13 de octubre. Napoleón pensó que tenía frente a él al grueso del ejército prusiano. En la noche del 13 al 14, envió a Davout adelante para enfrentar al flanco derecho del ejército prusiano y conducirlos a terreno abierto, donde el grueso de la tropa francesa pudieran enfrentarlos con mayor eficacia. Davout se enfrenta entonces a lo que era en realidad un fortísimo cuerpo de ejército con más de 60 000 hombres, contra los 26 000 del mariscal francés. Sin embargo, haciendo gala de unos conocimientos tácticos muy superiores, contuvo a las fuerzas bajo el mando del duque de Brunswick, que murió en esta acción. En la posterior contraofensiva francesa, este ejército prusiano, ahora bajo el mando del mismísimo rey Federico Guillermo III, es derrotado. Esta derrota, junto a la de la Batalla de Jena, significa para Prusia el fin de la guerra, la ocupación del territorio nacional por las tropas francesas, la toma de Berlín y la renuncia a importantes posesiones territoriales, merced al Tratado de Tilsit.
- Batalla de Wagram. Del 5 de julio al 6 de julio de 1809 enfrentó a los ejércitos franceses de Napoleón contra el ejército austriaco del Archiduque Carlos en la localidad de Wagram (actualmente en Austria), en el marco de las guerras napoleónicas de la Quinta Coalición. El resultado final de este combate fue la derrota austriaca y la posterior capitulación de esta ante el Imperio francés. La batalla tuvo lugar seis semanas después de la derrota francesa en la batalla de Aspern-Essling, una vez que Napoleón hubo asegurado con refuerzos y fortificaciones la isla de Lobau, en el Danubio. En esta ocasión no volvería a cometer el error anterior de lanzarse a cruzar el Danubio con un único puente como enlace entre sus ejércitos y los refuerzos. Se construyó un nuevo puente de pontones para unir Lobau con las islas del norte, en poder del enemigo, y con la ventaja del mal tiempo, la vanguardia francesa se desplazó a sólo unos kilómetros al este de Aspern y Essling. Este movimiento sorprendió a los confiados austriacos, que no fueron capaces de imponer su número superior contra la cabeza de puente francesa.

## Cargos
Estos fueron algunos de los principales cargos que obtuvo a lo largo de su vida:
- Subteniente en el Regimiento Del Real Cuerpo de Caballería en 1788. Este cargo se le otorgó nada más terminar sus estudios en la Real Academia de París.
- Jefe de Batallón del 3.º Regimiento de Voluntarios de Yonne en 1793, durante las campañas de Mosela y del Rin.
- General de División en 1802. Este rango se lo otorgó Napoleón por su gran actuación en Egipto.
- Mariscal del Imperio en 1804. Rango concedido por Napoleón Bonaparte por su actividad y estrategia en batalla.
- Comandante de III Cuerpo de la Grande Armeé en 1805, durante las batallas de Ulm y Austerlitz.
- Príncipe de Eckmühl en 1809. Este título le fue impuesto en el mismo campo de batalla de Eckmühl.
- Ministro de la Guerra durante los Cien Días, cuando Napoleón volvió de la isla de Elba, donde se encontraba exiliado, para continuar dirigiendo su imperio en la conquista de Europa.
- Alcalde de la localidad de Savigny-Sur-Orge en 1822. Cuando se retiró del ejército francés tras la derrota definitiva de Napoleón Bonaparte en la batalla de Waterloo.